# Gewichtheffen
Gewichtheffen is een krachtsport waarbij de beoefenaars proberen zware gewichten (halters) van de grond tot boven het hoofd brengen. De sport is oeroud en heeft in de loop van zijn geschiedenis  diverse varianten gekend. Gewichtheffen kwam opnieuw op in de 19e eeuw, toen in 1891 de eerste Wereldkampioenschappen gewichtheffen werden gehouden. De moderne variant wordt gereglementeerd door de International Weightlifting Federation (IWF) en de huidige door de IWF erkende vaste vaste onderdelen maken deel uit van de moderne Olympische Spelen. Het betreft echter een eeuwenoude traditionale vorm van krachtmeting die wereldwijd ook diverse niet door de IWF erkende en gereglementeerde vormen kent, zoals powerliften, strongman-evenementen, de Highland Games, en ook vermoedelijk zelfs oeroude nog sporadische plaatselijk beoefende varianten, zoals in Baskenland, waarvan de mogelijk zelfs tot de Kelten terug te voeren geschiedenis verloren is gegaan: daarbij gaat het niet uitsluitend om het heffen van een zo zwaar mogelijk gewicht, doch ook om het door dezelfde deelnemer zo ver mogelijk verplaatsen ervan. Er bestaat zelfs een geopperde etymologische theorie over de herkomst van het hedendaagse woord voor het vele disciplines omvattende begrip sport, die stelt dat dit oorspronkelijk afgeleid zou kunnen zijn van de term voor dergelijke evenwel niet in de moderne olympische spelen opgenomen oervormen van onderlinge krachtmeting waarbij het oorspronkelijk ging om het over een afstand verplaatsen door de deelnemers van zo zwaar mogelijke gewichten -in het Latijn tra(n)sportare-
De variant die beoefend wordt tijdens de Olympische Zomerspelen is gereglementeerd, kent vaste onderdelen en gewichtsklassen en geniet de grootste populariteit.

## Geschiedenis
Zeer waarschijnlijk werd het gewichtheffen reeds vele duizenden jaren door de Egyptenaren beoefend. Ook in Griekenland behoorde het gewichtheffen en steenstoten tot veel beoefende takken van sport. Waarschijnlijk waren ze een onderdeel van de oude Griekse Olympische Spelen. Ook de oude Perzische en Chinese culturen kenden het gewichtheffen. In het Europa van de middeleeuwen werd het gewichtheffen niet alleen door het volk maar ook aan het hof beoefend. Na 1860 werd het gewichtheffen algemeen bekend, ook als vorm van vermaak voor het publiek bij vaudeville-evenementen. Met name als de 'sterkste man ter wereld' reisden destijds amateurs en beroepssportlieden over de wereld en men daagde elkaar regelmatig uit. Ten slotte werden bonden opgericht, de schijvenhalter werd geconstrueerd, de gewichten genormaliseerd en het gewichtheffen ontwikkelde zich van een sensationele demonstratie van kracht tot een serieuze sport.
De eerste wereldkampioenschappen vonden in 1891 in Londen plaats, er waren toen zeven deelnemers uit zes landen. Al vanaf de eerste moderne Olympische Spelen gehouden in Athene in 1896, stond het gewichtheffen op het programma. Men kende toen echter nog niet de onderverdeling in gewichtsklassen, maar onderscheidde alleen de onderdelen: één- en tweearmig. Bij de Olympische Spelen van 1928 in Amsterdam, werden de eenarmige disciplines geschrapt en werd een driekamp bestaande uit de onderdelen drukken, trekken en stoten ingevoerd. De Rus Vasili Aleksejev bracht in 1970 als eerste mens ter wereld, totaal zeshonderd kilogram in de driekamp omhoog.
Het drukken, waarbij de halter zonder hulp van de benen vanaf de borst omhoog gedrukt wordt, bleef tot en met 1972 een Olympisch onderdeel binnen het gewichtheffen. Het onderdeel werd geschrapt, omdat het te belastend voor de rug was en daardoor veel blessures veroorzaakte. Momenteel nemen de atleten het tegen elkaar op in een tweekamp die bestaat uit trekken en stoten. 
Het gewichtheffen voor vrouwen begon in de jaren tachtig, sinds 1987 zijn er wereldkampioenschappen voor dames. In 2000 bij de spelen van Sydney werd gewichtheffen voor vrouwen toegevoegd aan het Olympische programma. Bij de Olympische Spelen van Parijs 2024 strijden zowel mannen als vrouwen elk in vijf eigen gewichtsklassen.

## Regels
Bij het gewichtheffen kent men de volgende gewichtsklassen (vastgesteld op 5 juli 2018):
| Mannen  | -55 kg | -61 kg | -67 kg | -73 kg | -81 kg | -89 kg | -96 kg | -102 kg | -109 kg | +109 kg |
| Vrouwen | -45 kg | -49 kg | -55 kg | -59 kg | -64 kg | -71 kg | -76 kg | -81 kg  | -87 kg  | +87 kg  |

Het wegen van de atleten, bij grote internationale wedstrijden op de tien gram nauwkeurig, gebeurt meestal twee uur voor aanvang van de wedstrijd met een geijkte weegschaal.
De tweekamp, met de onderdelen trekken en stoten (ook vaak aangeduid met de Engelse termen "clean" en "jerk", is tijdens internationale en nationale toernooien de gangbare wedstrijdvorm. Men kan prijzen winnen voor beide disciplines afzonderlijk, en voor het totaal omhoog gebrachte gewicht van de tweekamp, hiervoor wordt de uitslag van beide onderdelen bij elkaar opgeteld. De Olympische Spelen vormen een uitzondering; hier telt alleen het totaalgewicht van de beide onderdelen. Sinds de Olympische Zomerspelen van 1976 in Montreal vormen twee verplichte oefeningen onderdeel van de competitie: de "snatch" en de "clean and jerk". Zie voor een gedetailleerde beschrijving van de techniek van deze oefeningen hieronder.
Tegenwoordig voeren deelnemers beide liften driemaal uit, en hun beste resultaat van elke poging wordt gecombineerd om hun persoonlijke totaalscore te bepalen. De deelnemer met de hoogste totaalscore wordt tot winnaar uitgeroepen.De wedstrijdvolgorde van de deelnemers wordt door het lot bepaald. Het gewicht waarmee men beide disciplines wil beginnen moet voor aanvang aan het wedstrijdbureau worden medegedeeld. De tweekamp begint met het onderdeel trekken. Een onderdeel wordt gewonnen door diegene die binnen een gewichtsklasse het grootste gewicht omhoog brengt, geteld wordt alleen de best geldige poging in iedere discipline. De deelnemer die het grootste totaalgewicht van beide disciplines heft, wint de tweekamp. Bij het gelijk eindigen van twee deelnemers, wint de diegene die het trekken gewonnen heeft.
Wedstrijden worden geleid door drie scheidsrechters; een poging van een deelnemers geldt als goed als ten minste twee scheidsrechters deze volgens de geldende reglementen goedkeuren. De atleet staat één minuut ter beschikking om de halter conform de regels boven het hoofd te brengen. Een poging geldt als begonnen op het moment dat de halter de knie gepasseerd is. De afstand tussen de beide voeten bij het staan en de armen bij het vastpakken van de halter is vrij. Tijdens de oefening mogen geen andere lichaamsdelen dan de voeten het plankier raken, ook het verlaten van het plankier tijdens een poging maakt deze ongeldig. Een poging is voorts pas geldig wanneer de halter minimaal twee seconden boven het hoofd 'vast' gehouden wordt, hierbij dient de gewichtheffer stil te staan, met een recht bovenlichaam en met gestrekte armen en benen en de voeten op een lijn.

## Materiaal
De schijvenhalter is een metalen draagstang waarop ter verhoging van het gewicht metalen schijven kunnen worden aangebracht. De halters hebben een internationale standaardmaat. Op de aangrijpplaatsen mag de stang niet glad zijn. De metalen halterstang weegt voor mannen 20 kilogram is 2,10 meter lang en heeft een diameter van 28 mm, de afstand tussen de schijven bedraagt ten minste 1,31 m. Bij de vrouwen weegt de stang 15 kilogram en heeft een totale lengte van 2,01 en een diameter van 25 mm. De schijven zijn zodanig op de stang bevestigd dat deze wel kan draaien, maar de schijven zelf veiligheidshalve daarentegen tijdens de oefening niet, om balansverstoring te voorkomen. De grote schijven van 45 cm zijn voorzien van een rubberen ommanteling. De sluitingen voor het fixeren van schijven wegen elk 2,5 kg. De identieke gewichten worden geplaatst op de uiteinden van de halter.
Het gewicht van de metalen halterschijven varieert van 0,5 tot 25 kilogram, de doorsnede bedraagt 13 tot 45 centimeter.
Al naargelang hun gewicht zijn de diverse schijven gecodeerd met verschillende kleuren:
| Rood  | groot 25 kg | klein 2,5 kg |
| Blauw | groot 20 kg | klein 2 kg   |
| Geel  | groot 15 kg | klein 1,5 kg |
| Groen | groot 10 kg | klein 1 kg   |
| Wit   | groot 5 kg  | klein 0,5 kg |

Het gewichtheffen vindt plaats op een platform van 4 bij 4 meter (plankier). De bodem van het plankier, moet de atleet stevigheid bieden, deze mag dus niet veren. Het dragen van een kraagloos gewichtheftricot, vergelijkbaar met dat van een worstelaar is verplicht. Verder draagt de gewichtheffer gewoonlijk speciaal gemaakte schoenen met een harde zool met een iets verhoogde hak. De harde zool verhindert, dat kracht door compressie van de zool verloren gaat, de verhoogde hak maakt een stabielere en diepere hurkzit mogelijk. Vaak dragen de atleten een gewichthefriem en pols- en kniebandages, hoewel deze niet voorgeschreven zijn. De riem zorgt voor meer stabiliteit in het rompgebied, deze mag niet breder zijn dan 120 mm. De bandages bieden geen ondersteuning, ze dienen uitsuitend om de gewrichten warm te houden. Het gebruik van magnesium op de handen, en hars onder de schoenen om uitglijden te voorkomen is toegestaan.

## Techniek
De tweekamp bij het gewichtheffen bestaat uit de onderdelen: trekken en stoten. Het grootste gewicht kan bij het stoten omhoog gebracht worden. Het is de bedoeling om het gewicht via de kortste weg, dus loodrecht, boven het hoofd te brengen. Daarvoor zijn een grote concentratie, een goede greep, kracht en een goede stand noodzakelijk.

#### Trekken
Bij het trekken (snatch) wordt de halter in één vloeiende beweging met gestrekte armen tot boven het hoofd gebracht. De loodrechte opwaartse beweging van de halter mag hierbij niet onderbroken worden, ook de greep mag tijdens de poging niet gewijzigd worden. De halter wordt met een wijde greep vastgepakt. De gewichtheffer tilt de halter vanuit hurkzit op, door zijn romp en benen te strekken, de halter wordt hierbij doorgetrokken tot voor de borst. Direct daarna zal de sporter zichzelf, in één beweging, tijdens de versnelling van de halter, onder de stang brengen. Dit gebeurt als deze het hoogste punt bereikt, de halter wordt hierbij met volledig gestrekte armen in hurkzit opgevangen. De atleet richt zich vervolgens op door zijn benen te strekken. Daarna worden benen en voeten op een lijn gebracht.

#### Stoten
Bij het stoten (voorslaan en uitstoten, clean & jerk) wordt de halter eerst voorgeslagen door deze tot schouderhoogte voor de borst te brengen, vervolgens wordt de halter uitgestoten tot de armen gestrekt boven het lichaam zijn. De halter wordt smal beetgepakt (schouderbreedte) en wordt vervolgens met één beweging naar de schouder gebracht, de halter wordt hierbij doorgaans in hurkzit opgevangen. Het gewicht rust nu op de borst of de sleutelbeenderen, daarna richt de atleet zich door strekking van de benen op. De ligging en de greep op de halter mogen in deze fase worden gewijzigd. De armen zijn weer gebogen, nu volgt het tweede gedeelte, de stoot. Hierbij moeten de armen in één keer gestrekt worden waarna de halter boven het hoofd wordt gefixeerd. De stoot wordt meestal gedaan met een uitvalsprong. Ten slotte worden benen en voeten naast elkaar gebracht.
- Verslag van een gewichthefwedstrijd in Breda in 1944.
- Bioscoopjournaal uit 1939. Beelden van het Amsterdams kampioenschap gewichtheffen in Amsterdam.

## Doping
Gewichtheffen is een van de sporten die berucht is om doping sinds de mogelijkheden werden ontdekt van het isoleren van endogene (lichaamseigen) spierversterkende middelen en vervolgens de synthetische productie van telkens nieuwe exogene (lichaamssvreemde) varianten daarop.
De lichaamseigen stof testosteron, de meest actieve anabole androgene steroïde, die bij de man wordt geproduceerd door Leydig-cellen in de testikelen, werd voor het eerst geïsoleerd in 1935 en reeds later datzelfde jaar chemisch gesynthetiseerd. Synthetische derivaten van testosteron volgden snel. Tegen het einde van het volgende decennium werden zowel testosteron als zijn derivaten met wisselend succes toegepast voor een aantal medische aandoeningen. In de jaren vijftig begonnen atleten echter te ontdekken dat anabole steroïden hun spiermassa en -kracht konden vergroten.
Het eerste bevestigde gebruik van een anabole steroïde in een internationale wedstrijd was tijdens de kampioenschappen gewichtheffen in Wenen in 1954, toen Russische gewichtheffers testosteron gebruikten.
Door de sindsdien veelvuldig gedetecteerde dopinggevallen bij het gewichtheffen staat tegenwoordig zelfs de positie van de sport, d.w.z. het voortbestaan van gewichtheffen als discipline, bij de Olympische Spelen onder spanning. Doping wordt in strijd geacht met ethische sportbeoefening en de dopingcontrole daarop vormt een aanzienlijke extra en zelfs steeds zwaardere belasting voor de organisatie van de Spelen.
De gewichthefwedstrijden op de komende Olympische Zomerspelen 2024 in Parijs staan gepland van 7 tot 11 augustus in de Paris Expo Porte de Versailles. Daarbij is een aantal belangrijke veranderingen doorgevoerd in het programma om het belastingaspect van de controle te verminderen. Het aantal categorieën is door het IOC teruggebracht van veertien bij de vorige Olympische Zomerspelen in Tokio naar tien. Bovendien zullen in totaal niet meer dan 120 gewichtheffers, met een gelijke verdeling tussen mannen en vrouwen, strijden in elk van de tien gewichtsklassen. Dit betreft een enorme daling ten opzichte van de volledige selectiegrootte van 196 tijdens de vorige Spelen.
Hoewel gewichtheffen niet de enige sport is waarin doping voorkomt, geldt het wel als de olympische sport waarbij in de praktijk het grootste aantal deelnemers bij de uitgevoerde tests en hertests erop wordt betrapt. Als sanctie worden hun behaalde resultaten geschrapt en betrapte medaillewinnaars dienen hun medaille in te leveren. Het gewichtheffen geldt zelfs als de sport met de meeste betrapte medaillewinnaars en geniet daarom dan ook de meeste aandacht bij de uitgevoerde dopingcontroles. Verdenkingen omtrent de alomtegenwoordigheid van doping en de bevindingen over corruptie in de strijd tegen doping bedreigen thans zelfs de positie van het gewichtheffen op de Olympische Zomerspelen. Het analyseren van de dopingpraktijken bij met name gewichtheffers is dan ook des te meer van belang om patronen in doping kunnen identificeren die kunnen helpen bij toekomstige detectie.

## Zuivering
Thans staat het gewichtheffen voor de uitdaging van het zuiveren van de door schandalen beschadigde reputatie van de sport. Het Internationaal Olympisch Comité (IOC), dat toeziet op de eerlijkheid en zuiverheid van de beoefening van de als onderdelen erkende sporten conform de moderne olympische idealen van grondlegger Pierre de Coubertin, heeft gewichtheffen als discipline zelfs voorlopig geschrapt uit het programma van de volgende Olympische Zomer Spelen van Los Angeles in 2028, totdat daarin orde opzaken is gesteld. Hiertoe werd besloten na een onderzoek na jaren van ophef omtrent beschuldigigingen met betrekking tot corruptie en doping - wanpraktijken die de reputatie ervan ernstig aantastten - en tevens bestuursschandalen, die in 2020 hadden geleid tot het op 83-jarige leeftijd aftreden van Tamás Aján, jarenlang IWF president sinds 2000 en tevens lid van het Internationaal Olympisch Comité (IOC). Aján werd door het Court of Arbitration for Sport (CAS) levenslang geschorst. Bewezen werd geacht dat hij meerdere dopingzaken onder het tapijt had geveegd tijdens zijn vele jaren als IWF-president. Hij werd samen geschorst met mede-bestuurderNicu Vlad, een voormalige topbeoefenaar van de sport, die in 1984 op de Olympisch Zomerspelen te Los Angeles een gouden medaille had gewonnen in zijn gewichtsklasse. Het tweetal was beschuldigd van knoeien met het dopingcontroleproces en van overtredingen van de antidopingregels, Daarbij zouden ook meerdere gewichtheffers uit diverse landen betrokken zijn geweest, gedurende een periode van vele jaren sinds 2012.
. Aján was ijn zijn loppbaan als bestuurer ook 24 jaar lang algemeen secretaris van de IWF en bekleedde reeds sinds 1976 een hoge functie bij de organisatie.
Hij nam zelf reeds ontslag in april 2020 na een publicatie met aantijgingen van de Duitse omroep ARD, waarin werd beweerd dat hij als functionaris betrokken was bij het verdoezelen van doping, financieel wangedrag en het kopen van stemmen bij de verkiezing van IWF-functionarissen.
De sancties van het CAS volgden in 2022 op een verzoek van het International Testing Agency (ITA). Volgens de bevindingen van de ITA was de federatie er in het verleden in 29 vastgestelde dopinggevallen niet in geslaagd sancties op te leggen en had het bewijsmateriaal dat daartoe zou hebben genoopt vernietigd. Het over de bevindingen opgesteld ITA-rapport wees op een gebrek aan administratieve controles en een chaotische organisatiestructuur, en tevens op onverschilligheid, nalatigheid en in het ergste geval zelfs op het opzettelijk verdoezelen van criminele activiteiten.